# CV-92
La CV-92 es una carretera autonómica valenciana que comunica las poblaciones de El Altet y Pilar de la Horadada, ambas en la provincia de Alicante. Actualmente se denomina N-332.

## Nomenclatura

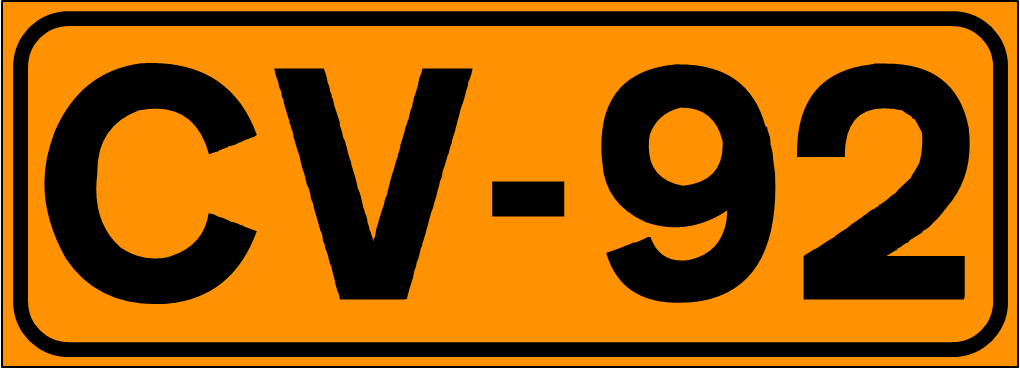
Indicador

La carretera CV-92 está incluida como previsión futura de inclusión en la red de carreteras de la Generalidad Valenciana. Su nombre viene de la CV (que indica que es una carretera autonómica de la Comunidad Valenciana) y el 92, es el número que recibe dicha carretera, según el orden de nomenclaturas de las carreteras de la Comunidad Valenciana.

## Historia
La CV-92 es el resultado de la transferencia de la antigua carretera N-332 en su tramo entre El Altet y el L.P. de Murcia. Irá palalela a la Autovía A-38. Su transferencia ha quedado en suspenso al anularse el Protocolo de Colaboración entre Generalidad Valenciana y Gobierno de España. Por ello, a fecha actual su denominación es carretera N-332, perteneciendo a la Red de Interés General del Estado (R.I.G.E.).

## Trazado actual
Tiene un trazado de 56,8 km. Los tramos El Altet-Santa Pola (10,2km) y Santa Pola-Guardamar Norte(16,5km) se encuentran en calzada única con un carril por sentido y pasos a distinto nivel en todo su trazado excepto los enlaces Este y Oeste a Santa Pola mediante sendos entronques con prioridad a mismo nivel y los accesos al polígono industrial Sector 8 de Guardamar mediante 2 rotondas seguidas a mismo nivel. 
En el entorno urbano de Guardamar (2,6 km), la vía se desdobla con 2 carriles por sentido desde el enlace a la CV-91 (Guardamar-AP-7 por Rojales) y Guardamar Norte con paso a distinto nivel, presentando a continuación y en sentido Torrevieja 3 pasos a nivel con rotondas de nueva construcción que dan servicio a las zonas centro y sur de la ciudad y sus polígonos industriales. 
El tramo Guardamar Sur-Torrevieja Norte (7,2km) continúa como vía desdoblada, con 4 rotondas a nivel dando servicio a Moncayo, Lomas del Polo, La Mata y Torrevieja Norte y una rotonda a distinto nivel (CV-895-Benijófar-Ctra de Crevillent).
En el entorno urbano de Torrevieja (7,5km), la vía continúa en calzada única con un carril por sentido entre los enlaces Torrevieja-Avda. Cortes Valencianas y Torrevieja Sur-San Miguel, encontrándose los 6 cruces/accesos a la ciudad a distinto nivel.
Finalmente los tramos Torrevieja Sur-La Zenia (5,6km) y La Zenia-Pilar de la Horadada(AP-7) (6,2km), se encuentran desdoblados, con multitud de rotondas a nivel que dan servicio a las urbanizaciones en Punta Prima, La Zenia, Cabo Roig, Dehesa de Campoamor y otras poblaciones del entorno.